# JX金属
JX金属株式会社（ジェイエックスきんぞく、英:JX Advanced Metals Corporation）は、銅やレアメタルなどの非鉄金属に関する先端素材の製造・販売から、資源開発、製錬、金属リサイクルなどを手掛ける企業である。
日本四大鉱山のひとつであった日立鉱山をルーツとしている。日立鉱山は、日立製作所などを含む日産コンツェルンの誕生につながった。
2025年3月、東京証券取引所プライム市場に上場。

## 事業内容
事業はフォーカス事業（半導体材料セグメント・情報通信材料セグメント）とベース事業（基礎材料セグメント）に大別される。
フォーカス事業では、半導体用スパッタリングターゲットをはじめ、化合物半導体材料、高純度金属など、最先端のIT機器、医療機器および電気自動車といった各種高機能デバイスへと応用できる製品を供給している。また、高度な金属加工技術を駆使し、フレキシブルプリント回路基板などに使われる圧延銅箔や、コネクタなどに使われるチタン銅といった高機能銅合金条なども扱っている。
ベース事業では、南米チリにある複数の投資鉱山からの銅鉱石の安定確保と、先端素材分野での需要拡大が期待されるレアメタル鉱山の調査・開発に取り組んでいる。また、銅精鉱とリサイクル原料の両方を原料とするグリーンハイブリッド製錬により、銅・貴金属・レアメタルの金属地金の生産を行っている。

## 事業所

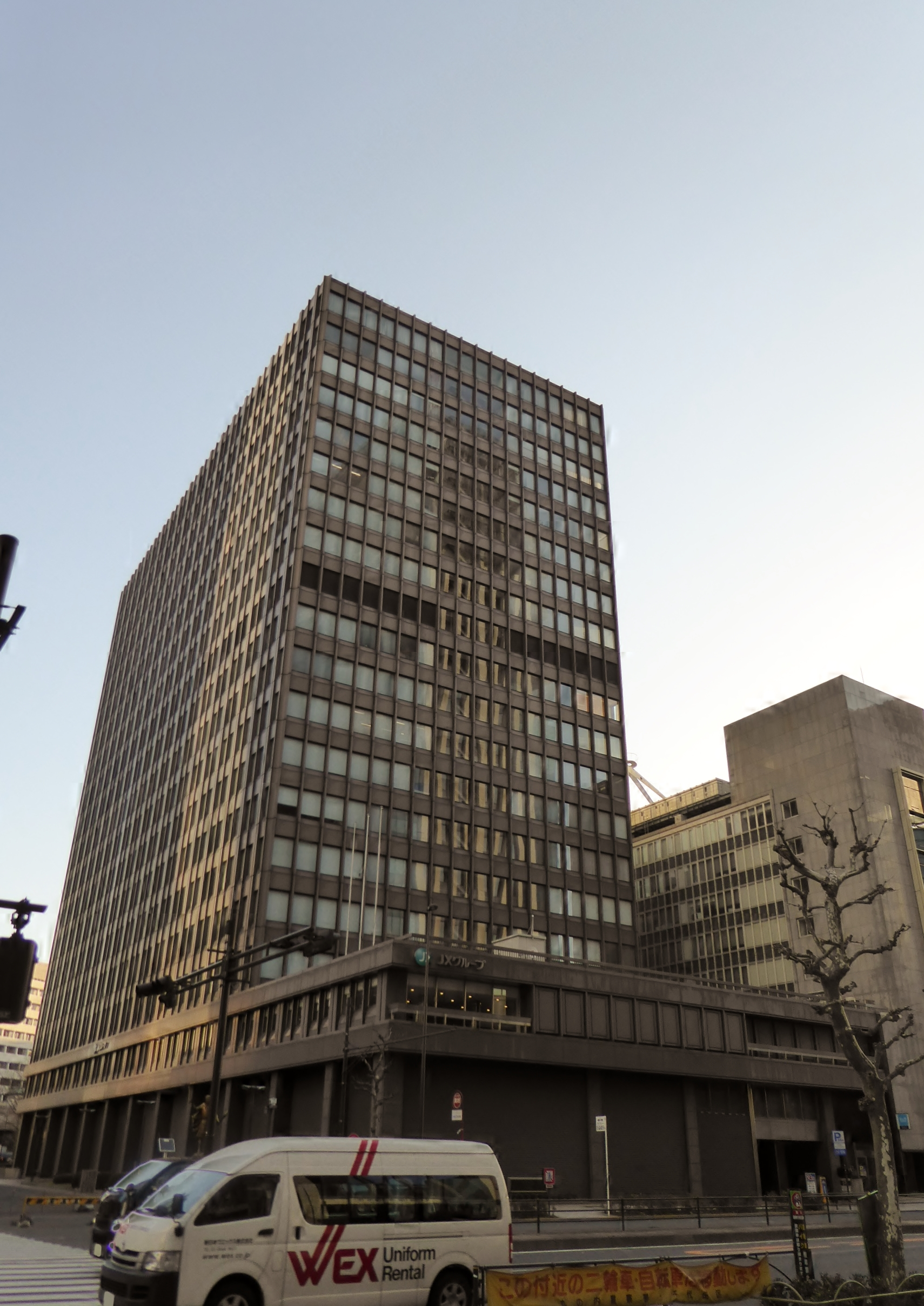
旧本社（JXビル）

### 本社・事務所
- 本社 - 東京都港区虎ノ門二丁目10番4号 オークラ プレステージタワー
- チリ事務所 - サンティアゴ（チリ）
- フランクフルト事務所-Neue Mainzer Str. 20 60311 Frankfurt am Main, Germany

### 生産拠点
- 日立事業所 - 茨城県日立市白銀町1-1-2
  - 環境リサイクル事業・電材加工事業（機能材料事業）を担当。
- 佐賀関製錬所 - 大分県大分市大字佐賀関3-3382
  - 金属・リサイクル事業
- 磯原工場 - 茨城県北茨城市華川町臼場187-4
  - 電材加工事業（薄膜材料事業）を担当。
- 倉見工場 - 神奈川県高座郡寒川町倉見3
  - 電材加工事業（機能材料事業）を担当。
- 敦賀工場 - 福井県敦賀市若泉町1
  - 環境リサイクル事業を担当。

### 研究所
- 技術開発センター
  - 茨城県日立市白銀町1-1-2

## 沿革

### （旧）日鉱金属・日鉱金属加工
- 1992年（平成4年）
  - 5月28日 -（旧）日鉱金属株式会社設立。
  - 11月 - 日本鉱業の金属資源・金属事業・金属加工事業部門を継承、営業開始。
- 1995年（平成7年）11月 - 亜鉛・鉛事業製錬から撤退。
- 2000年（平成12年）10月3日 - 三井金属鉱業株式会社との共同出資により、パンパシフィック・カッパー株式会社を設立。
- 2002年（平成14年）9月27日 - ジャパンエナジーと共同持株会社・新日鉱ホールディングス株式会社を設立し、新日鉱グループの一翼となる。
- 2003年（平成15年）10月1日 - 金属加工部門（倉見工場・川崎分工場）を日鉱金属加工株式会社として分社化。
- 2006年（平成18年）3月 - 亜鉛・鉛事業から撤退。資源枯渇により、子会社の豊羽鉱山株式会社が操業休止。

### 日鉱マテリアルズ
- 1981年（昭和56年）4月 - 日本鉱業株式会社により、銅箔事業を手がける日鉱グールド・フォイル株式会社設立。
- 1982年（昭和58年）[いつ?] - 日立工場（現・日立事業所）操業開始。
- 1999年（平成11年）
  - 7月 - 株式会社日鉱マテリアルズに社名変更、ジャパンエナジーより電子材料製造部門（磯原工場）を継承。
  - 戸田工場操業開始。
- 2003年（平成15年）10月1日 - ジャパンエナジー電子材料株式会社より電子材料販売事業を継承。

### （新）日鉱金属・JX日鉱日石金属
- 2006年（平成18年）4月1日 - 金属事業3社が統合。
  - （旧）日鉱金属が佐賀関製錬所と日立工場の製錬部門を分社化し、日鉱製錬株式会社を設立。日鉱マテリアルズが日鉱金属加工を吸収合併、（旧）日鉱金属の事業を継承し、（新）日鉱金属株式会社が発足。（旧）日鉱金属は新日鉱ホールディングスが吸収合併。
- 2010年（平成22年）
  - 3月29日 - 新日鉱ホールディングスが上場廃止（東証・大証・名証）。
  - 4月1日 - 新日鉱ホールディングスがJXホールディングスの傘下に入り中間持株会社となる。三井金属鉱業との共同出資により設立した銅事業会社パンパシフィック・カッパーが日鉱製錬を吸収合併。（同社は2014年5月、チリのカセロネス鉱山での銅精鉱生産を開始[3]）
  - 7月1日 - 新日鉱ホールディングスが日鉱金属を吸収合併し、事業会社へ転換の上、JX日鉱日石金属株式会社（英: JX Nippon Mining & Metals Corporation）に商号変更。
- 2011年（平成23年）4月1日 - 戸田工場を廃止。

### JX金属
- 2016年（平成28年）1月1日 - JX金属株式会社に商号変更。
- 2020年（令和2年）6月29日 - 本社を千代田区大手町1丁目の大手門タワー・ENEOSビルから港区虎ノ門2丁目のオークラ プレステージタワーへ移転[4]。
- 2023年（令和5年）
  - 4月1日 - JX金属ファウンドリーを合併。
  - 6月28日 - 英文商号を「JX Metals Corporation」に変更[5]。
  - 12月20日 - パンパシフィック・カッパーの株式の一部およびチリのロス・ペランブレス銅鉱山の権益の一部を丸紅へ売却すると発表[6]。
- 2024年（令和6年）
  - 5月14日 - 英文商号を「JX Advanced Metals Corporation」に変更[7]。
- 2025年（令和7年）
  - 3月19日 - 東京証券取引所プライム市場に株式を上場。証券コードは新日鉱ホールディングスと同じ5016[1]。同時にENEOSホールディングスの完全子会社からその他の関係会社となる[8]。

## 主な製品
- 電材化工
  - 銅箔
  - スパッタリングターゲット
  - 化合物半導体
  - 高純度金属（ケイ素・鉄・ニッケル・銅など）
  - 表面処理剤
  - 銅粉
  - 硫酸銅
  - 銅合金伸銅品
  - 精密プレス品
  - 精密めっき品

## 水力発電
柿の沢発電所
福島県いわき市にある、JX金属が有する唯一の水力発電所。1955年（昭和30年）、銅の電解精錬に必要な電力をまかなうために建設したもので、余剰電力は売電している。2015年（平成27年）にはスクラップアンドビルドを完了し、出力を4,800キロワットから5,120キロワットに増強した。

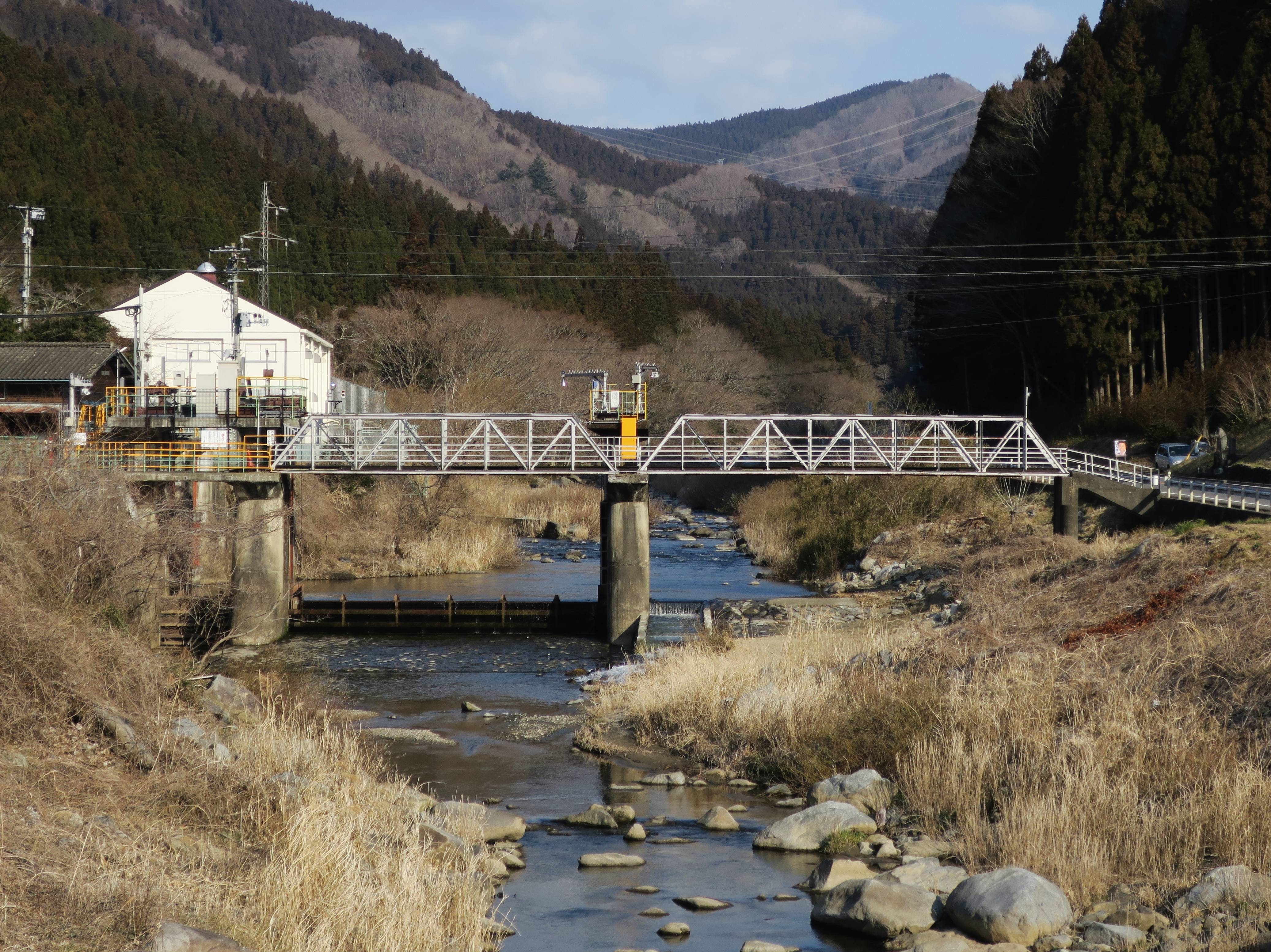
鮫川取水堰（古殿町）
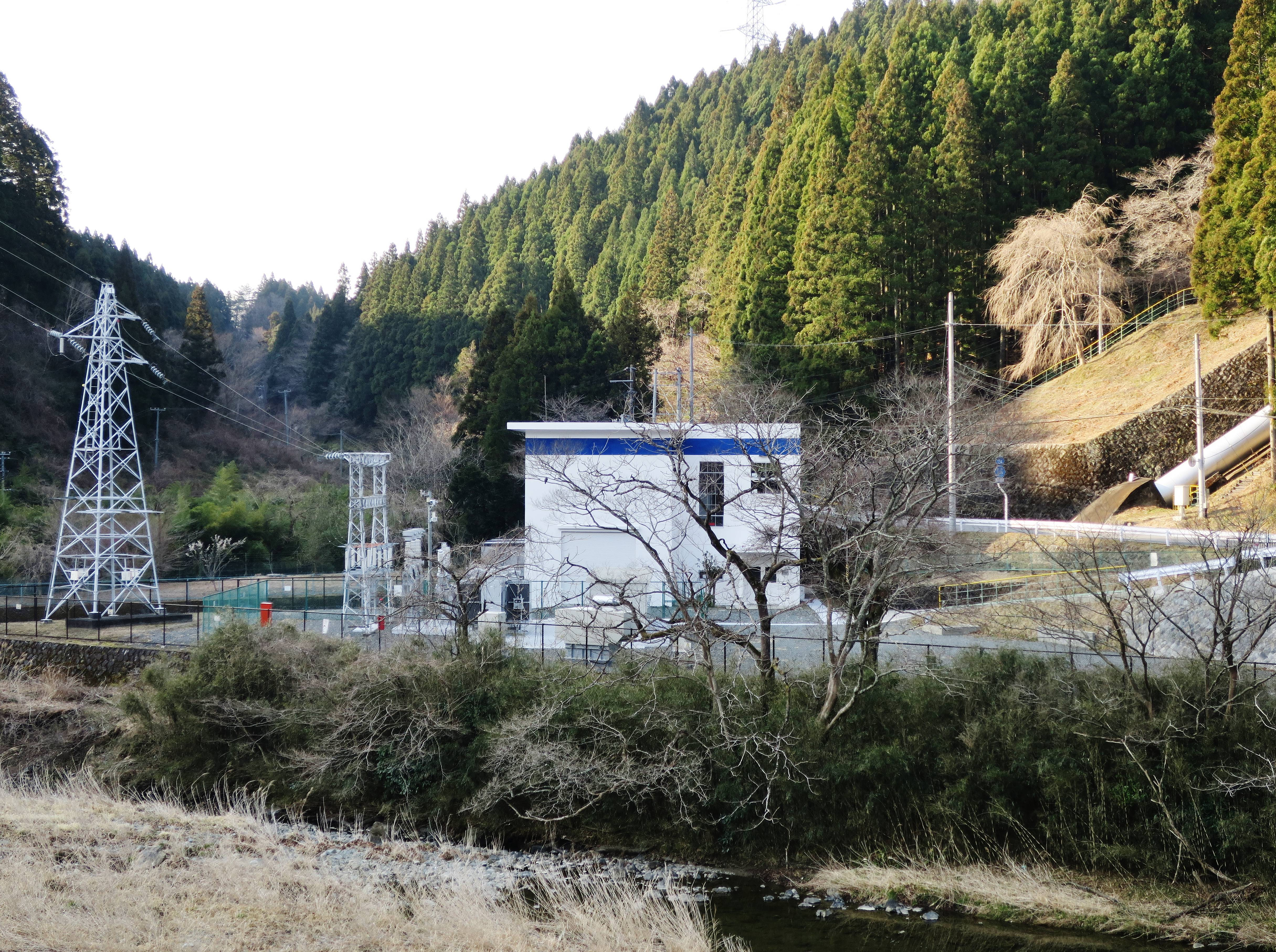
発電所建屋（いわき市）

## 傘下グループ会社

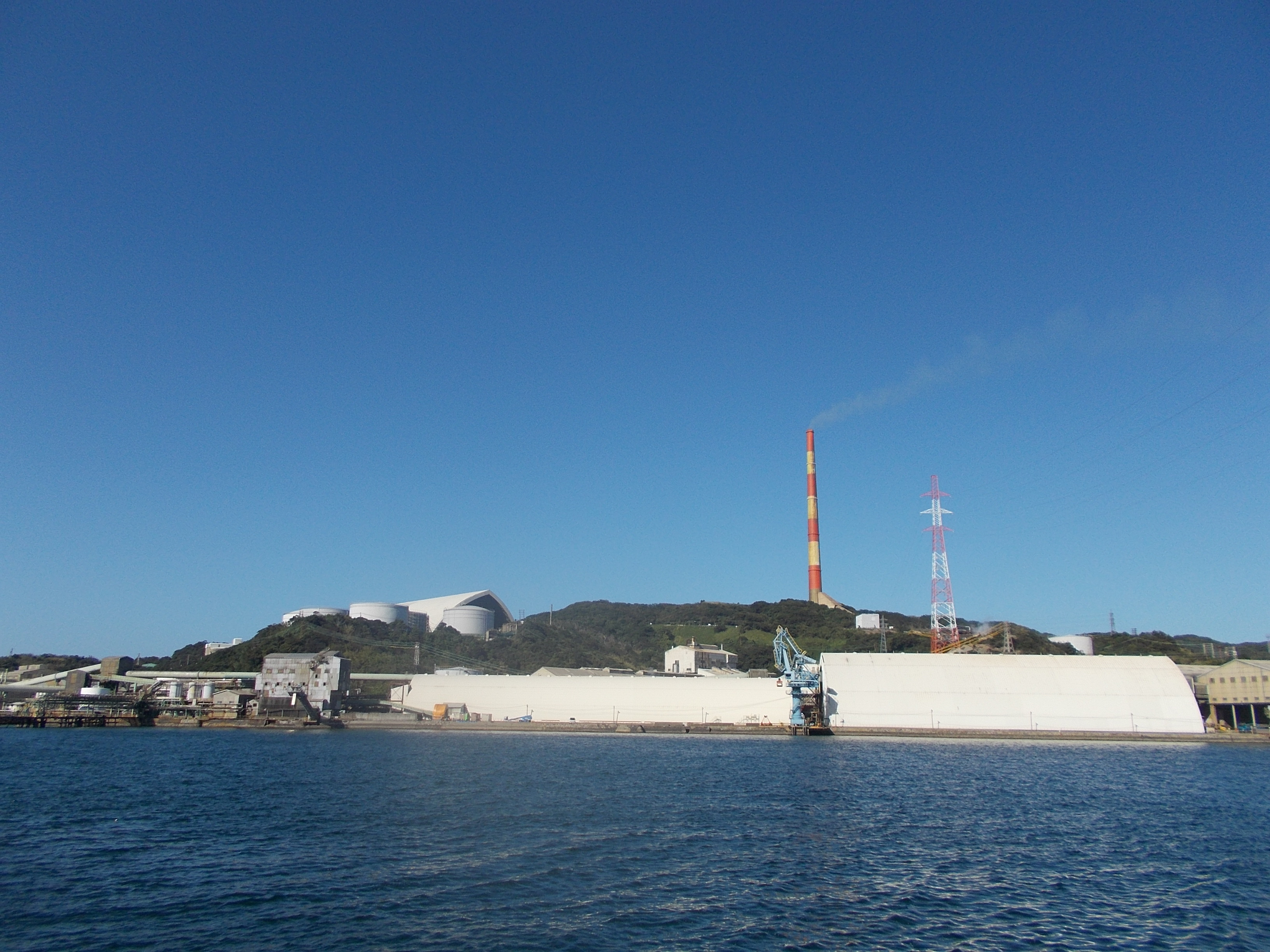
PPC佐賀関製錬所

旧・日鉱金属のグループ会社はそのままJX金属のグループ会社となるとともにENEOSグループの一員になる。また、一部のグループ企業は商号変更も行われている。ENEOSグループも参照のこと。
金属・リサイクル事業
- JX金属苫小牧ケミカル株式会社 - 2011年4月に苫小牧ケミカル株式会社から商号変更。
- 株式会社京浜化成品センター
- JX金属環境株式会社 - 2011年4月に日鉱環境株式会社から商号変更。
- JX金属製錬株式会社
- JX金属髙商株式会社 - 2016年1月に株式会社髙商から商号変更。2022年10月にJX金属商事株式会社の100%子会社となる。
- 日本鋳銅株式会社
- パンパシフィック・カッパー株式会社 - 非鉄金属資源の開発・調達、銅精錬、銅製品加工・販売
  - 同社の佐賀関製錬所（大分県大分市）は、1916年に操業を開始した日本鉱業時代からの中核拠点。銅の製錬技術、生産量は共に世界有数。敷地内に日本鋳銅株式会社佐賀関工場がある。
- 株式会社PPCロジスティクス
- JX金属三日市リサイクル株式会社 - 2011年4月に日鉱三日市リサイクル株式会社から商号変更。
- JX金属製錬ロジテック株式会社 - 2021年4月に日照港運株式会社から商号変更。

機能材料事業
- 一関製箔株式会社
- JX金属コイルセンター株式会社 - 2011年4月に日鉱コイルセンター株式会社からJX日鉱日石コイルセンター株式会社へ商号変更。2016年1月に現商号へ変更。
- JX金属プレシジョンテクノロジー株式会社 - 2013年1月に三友電子工業株式会社が株式会社鈴木製作所及び（旧）JX金属プレシジョンテクノロジー株式会社を吸収合併し商号変更。
- タツタ電線株式会社 - 2018年6月に当社が筆頭株主、2024年11月に完全子会社化。

簿膜材料事業
- 北茨城精密加工株式会社

資源事業
- JX金属探開株式会社 - 地質構造調査、試錐。2011年4月に日鉱探開株式会社からJX日鉱日石探開株式会社へ商号変更。2016年1月に現商号へ変更。
- ニッポン・カセロネス・リソーシズ株式会社
- 春日鉱山株式会社 - 含金硅酸鉱の製造販売

タンタル・ニオブ事業
- タニオビス・ジャパン株式会社
- 東京電解株式会社

その他
- 神峯クリーンサービス株式会社
- JX金属エコマネジメント株式会社 - グループ内における事業を休廃止した鉱山・製錬所等の管理業務の受託
- JX金属商事株式会社 - 2011年4月に日鉱商事株式会社から商号変更
- 東邦チタニウム株式会社
- フルウチ化学株式会社
- JX金属戦略技研株式会社
- 下田温泉株式会社 - 静岡県下田市周辺での温泉の給湯事業。
- JX金属サーキュラーソリューションズ株式会社